# Compsibidion taperu
Compsibidion taperu là một loài bọ cánh cứng trong họ Cerambycidae.